# AFGL 2298
AFGL 2298 även känd som IRAS 18576+03341, är ensam stjärna belägen i den mellersta delen av stjärnbilden Örnen, mycket nära det galaktiska planet.

## Observation

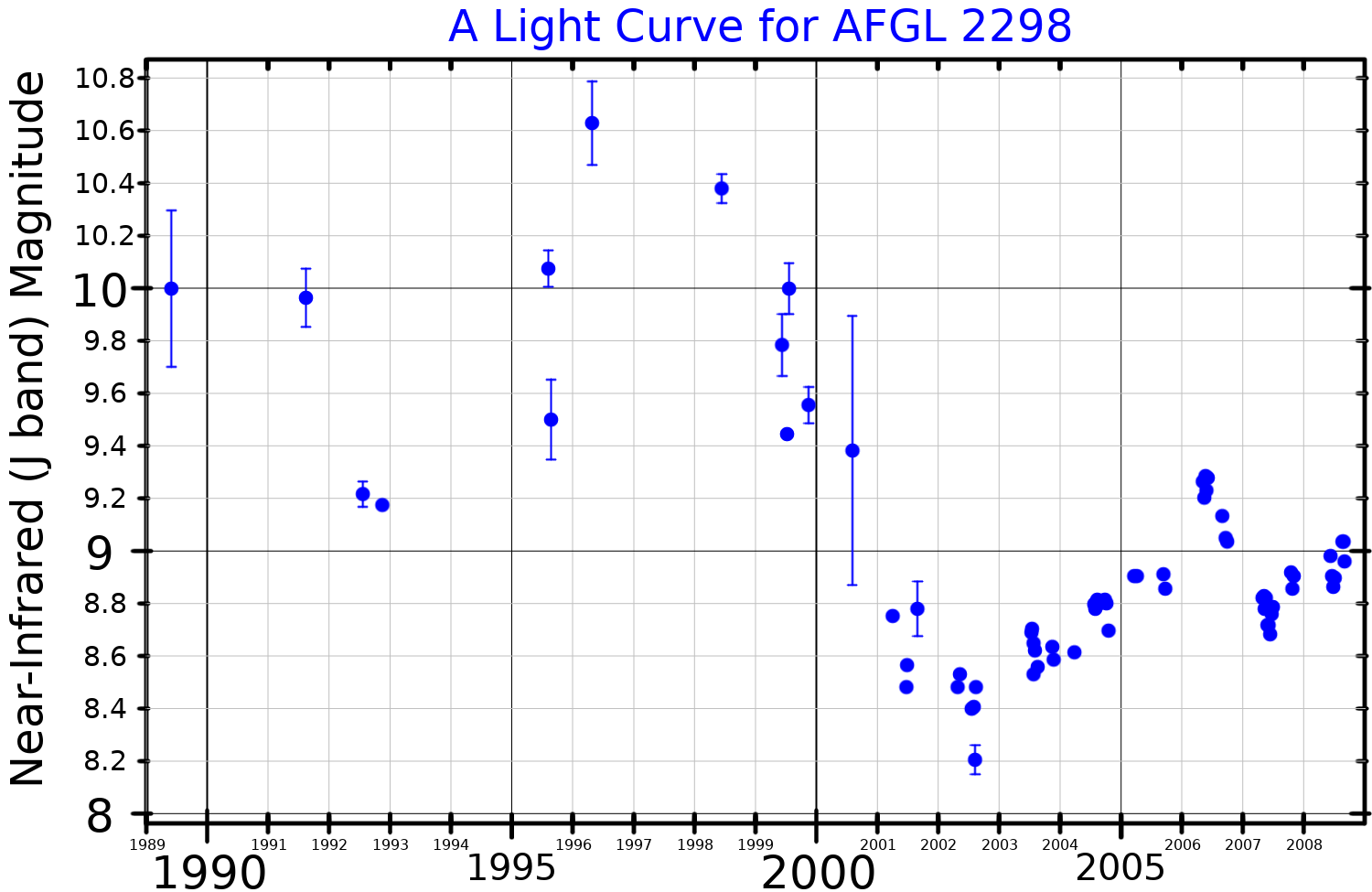
Ljuskurva av nära infraröd (J-bandet) förAFGL 2298,plottad efter Clark et al. (2009).

AFGL 2298 är en lysande blå variabel stjärna (LBV). Dess avstånd från solen är inte välkänt och den kan ligga någonstans mellan 23 000 och 42 000 ljusår (7 000 till 13 000 parsek) bort. Trots att den är extremt ljusstark är den kraftigt rödfärgad på grund av interstellärt stoft, så dess skenbara magnitud är ljusare för passband med längre våglängder. I själva verket är den helt oupptäckbar i visuella våglängder.
AFGL 2298 upptäcktes under US Air Force Geophysical Laboratory (AFGL) kartläggning, en raketbaserad infraröd himmelskartläggning utförd vid Hanscom Air Force Base, vars resultat publicerades 1975.
AFGL 2298 har en absolut bolometrisk magnitud på -11,25, vilket gör den till en av de mest ljusstarka stjärnorna man känner till. Faktum är att många av de hetaste och mest ljusstarka kända stjärnorna är lysande blå variabler och andra stjärnor av tidig typ. Men liksom alla LBV:er är AFGL 2298 mycket variabel och den bolometriska magnituden anger till dess maximala ljusstyrka. Dess status som en LBV bekräftades 2003.
Liksom de flesta extremt massiva stjärnor genomgår AFGL 2298 massförlust. Till exempel uppskattades den år 2005 förlora 3,7 × 10-6 solmassa per år, även om själva massförlusttakten varierar ofta och dramatiskt. Stjärnmassan kastas för närvarande (2010) ut som en nebulosa kring stjärnan (liknande AG Carinae), som avbildades av Very Large Telescope år 2010. Nebulosan befanns vara ganska cirkulär, och stoftets egenskaper verkade vara konstanta i hela nebulosan.
|              | Effektiv temperatur (K) | Massförlusttakt (solmassa/år) | Bolometrisk luminositet (solluminositet) |
| ------------ | ----------------------- | ----------------------------- | ---------------------------------------- |
| juni 2001    | 11 700                  | 45×10−5                       | 15×106                                   |
| augusti 2002 | 10 900                  | 12×10−4                       | 13×106                                   |
| juni 2006    | 10 300                  | 52×10−5                       | 20×106                                   |
| maj 2007     | 10 900                  | 4×10−5                        | 15×106                                   |